# Goodwin Glacier
Goodwin Glacier är en glaciär i Antarktis. Den ligger i Västantarktis. Argentina, Chile och Storbritannien gör anspråk på området. Goodwin Glacier ligger 487 meter över havet.
Terrängen runt Goodwin Glacier är bergig åt nordväst, men åt sydost är den kuperad. Goodwin Glacier ligger nere i en dal.  Trakten är obefolkad. Det finns inga samhällen i närheten. 